# Rhinelepinae
Rhinelepinae – podrodzina ryb sumokształtnych z rodziny zbrojnikowatych (Loricariidae), wcześniej definiowana w randze plemienia Rhinelepini w obrębie Hypostominae.

## Występowanie
Ameryka Południowa.

## Klasyfikacja
Rhinelepinae obejmuje 3 rodzaje, wyłonione z Hypostominae, które stanowią grupę siostrzaną dla pozostałych zbrojnikowatych, oprócz Lithogenes (podrodzina Lithogeneinae) i Delturinae.
|  | \| \| pozostałe podrodziny Loricariidae \| \| \| \| \| \| Rhinelepinae \| \| \| \| |
|  |                                                                                    |
|  | Delturinae                                                                         |
|  |                                                                                    |
|  | pozostałe podrodziny Loricariidae                                                  |
|  |                                                                                    |
|  | Rhinelepinae                                                                       |
|  |                                                                                    |

|  | pozostałe podrodziny Loricariidae |
|  |                                   |
|  | Rhinelepinae                      |
|  |                                   |

|  | \| \| pozostałe podrodziny Loricariidae \| \| \| \| \| \| Rhinelepinae \| \| \| \| |
|  |                                                                                    |
|  | Delturinae                                                                         |
|  |                                                                                    |
|  | pozostałe podrodziny Loricariidae                                                  |
|  |                                                                                    |
|  | Rhinelepinae                                                                       |
|  |                                                                                    |

|  | pozostałe podrodziny Loricariidae |
|  |                                   |
|  | Rhinelepinae                      |
|  |                                   |

Są to rodzaje:
- Pogonopoma
- Pseudorinelepis
- Rhinelepis

Typem nomenklatorycznym jest Rhinelepis.